# Psittacosi
La psittacosi, sinonimo di ornitosi, è una malattia infettiva causata da Chlamydophila psittaci generalmente trasmessa dagli uccelli all'uomo.

## Epidemiologia
Si tratta di una condizione non comune, ma si stima che la prevalenza sia sottostimata; negli Stati Uniti sono riportati 100-200 casi l'anno. Sono state descritte tuttavia epidemia in concomitanza con massicce importazioni di uccelli esotici.

## Eziologia
Il batterio viene trasmesso tipicamente da volatili, in particolar modo pappagalli e canarini, ma il contagio può derivare anche da cani, gatti e pecore. La trasmissione interumana, sebbene rara, è possibile. Nel caso di coinvolgimento primitivo polmonare, il periodo di incubazione dura 1-3 giorni, ma può più comunemente durare 1-2 settimane in caso di batteriemia con localizzazioni al sistema reticoloendoteliale splenico ed epatico.

## Clinica

### Segni e sintomi
Le manifestazioni cliniche sono generalmente aspecifiche e comprendono febbre, anoressia, dispnea, diarrea, cefalea, mialgia e tosse. Può tuttavia complicarsi con epatite, endocardite e coinvolgimento neurologico.

### Esami di laboratorio e strumentali
La radiografia del torace mostra i segni tipici della polmonite, che viene classificata come atipica.

## Trattamento
Il trattamento è antibiotico (sulfamidici) e garantisce una buona prognosi, sebbene siano possibili casi fatali; se non trattata può condurre a morte il 20% dei pazienti.